# Cryosophila
Cryosophila é um género botânico pertencente à família Arecaceae.
Contém as seguintes espécies:
- Cryosophila bartlettii R.J.Evans
- Cryosophila cookii Bartlett
- Cryosophila grayumii R.J.Evans
- Cryosophila guagara P.H.Allen
- Cryosophila kalbreyeri (Dammer ex Burret) Dahlgren
- Cryosophila macrocarpa R.J.Evans
- Cryosophila nana Blume
- Cryosophila stauracantha Heynh. R.J.Evans
- Cryosophila warscewiczii H.Wendl. Bartlett
- Cryosophila williamsii P.H.Allen